# Frido Troost
Frido Troost (14 november 1960 - 22 april 2013) was een Nederlandse fotografiehistoricus, docent aan de Rietveld Academie en mede-eigenaar van het foto-antiquariaat ICM (Instituut voor Concrete Materie/Institute for Concrete Matter), dat vanaf 2000 gevestigd was in een voormalige smederij in Haarlem. Troost zette dit bedrijf op samen met zijn jeugdvriend Gilles Krantz. Onder ICM-vlag was hij een van de weinige Nederlandse handelaren in oude(re) fotografie.
Troosts voorkeur ging uit naar historische foto's die afwijken van wat eenieder als vanzelfsprekend verwachtte aan te treffen. Deze vonden hun weg naar vele privé-verzamelaars, maar ook naar musea en archieven; daaronder vele honderden die nu onderdeel zijn van de fotocollectie van het Rijksmuseum.
In samenwerking met Willem van Zoetendaal maakte Troost verschillende fotoboeken, waaronder Salto Mortale. Fokker in bedrijf 1911-1996, dat in 1998 werd uitgegeven door Basalt en d'Arts. Met Carla van der Stap stelde hij in 2006 het boek "Bescheiden camera, moderne blik" samen over het leven en werk van de fotograaf en journalist Wiel van der Randen. 